# Algarve Cup 1998
L'Algarve Cup 1998 è stata la quinta edizione dell'Algarve Cup. Ebbe luogo dal 15 al 21 marzo 1998.

## Formato
Le 8 squadre erano divise in due gironi all'italiana. Dopo gli scontri diretti nel girone, vennero disputate quattro finali: la finale per il settimo posto tra le quarte, la finale per il quinto posto tra le terze, la finale per il terzo posto tra le seconde e la finale tra le prime.
Erano assegnati tre punti per la vittoria, uno per il pareggio e zero per la sconfitta. In caso di parità di punti, venivano considerati gli scontri diretti, la differenza reti e i gol fatti.

## Squadre
- Cina
- Danimarca
- Finlandia
- Norvegia

- Paesi Bassi
- Portogallo
- Stati Uniti
- Svezia

## Fase a gironi

### Gruppo A
| Squadra     | Pt | G | V | N | P | GF | GS | DR |
| ----------- | -- | - | - | - | - | -- | -- | -- |
| Norvegia    | 6  | 3 | 2 | 0 | 1 | 5  | 2  | +3 |
| Stati Uniti | 6  | 3 | 2 | 0 | 1 | 7  | 5  | +2 |
| Cina        | 6  | 3 | 2 | 0 | 1 | 3  | 4  | -1 |
| Finlandia   | 0  | 3 | 0 | 0 | 3 | 0  | 4  | -4 |

| 15 marzo 1998 | Norvegia | 0 – 1 | Cina |  |

| 15 marzo 1998 | Stati Uniti | 2 – 0 | Finlandia |  |

| 17 marzo 1998                           | Norvegia  | 1 – 0 | Finlandia |  |
| \| \| \| \| \| Riise \| Marcatori \| \| |           |       |           |  |
|                                         |           |       |           |  |
| Riise                                   | Marcatori |       |           |  |

| 17 marzo 1998 | Stati Uniti | 4 – 1 | Cina |  |

| 19 marzo 1998                                            | Norvegia  | 4 – 1 | Stati Uniti |  |
| \| \| \| \| \| Pettersen Riise Lehn \| Marcatori \| ? \| |           |       |             |  |
|                                                          |           |       |             |  |
| Pettersen Riise Lehn                                     | Marcatori | ?     |             |  |

| 19 marzo 1998 | Cina | 1 – 0 | Finlandia |  |

### Gruppo B
| Squadra     | Pt | G | V | N | P | GF | GS | DR |
| ----------- | -- | - | - | - | - | -- | -- | -- |
| Danimarca   | 7  | 3 | 2 | 1 | 0 | 8  | 0  | +8 |
| Svezia      | 7  | 3 | 2 | 1 | 0 | 3  | 0  | +3 |
| Paesi Bassi | 3  | 3 | 1 | 0 | 2 | 2  | 8  | -6 |
| Portogallo  | 0  | 3 | 0 | 0 | 3 | 1  | 6  | -5 |

| 15 marzo 1998 | Danimarca | 0 – 0 | Svezia |  |

| 15 marzo 1998 | Paesi Bassi | 2 – 1 | Portogallo |  |

| 17 marzo 1998 | Svezia | 2 – 0 | Portogallo |  |

| 17 marzo 1998 | Danimarca | 6 – 0 | Paesi Bassi |  |

| 19 marzo 1998 | Danimarca | 2 – 0 | Portogallo |  |

| 19 marzo 1998 | Svezia | 1 – 0 | Paesi Bassi |  |

## Finale Settimo Posto
| 21 marzo 1998                                                                       | Portogallo           | 2 – 2 (d.t.s.) | Finlandia |  |
| \| \| \| \| \| Patrícia Couto \| Marcatori \| ? \| \| \| Tiri di rigore 4 – 2 \| \| |                      |                |           |  |
|                                                                                     |                      |                |           |  |
| Patrícia Couto                                                                      | Marcatori            | ?              |           |  |
|                                                                                     | Tiri di rigore 4 – 2 |                |           |  |

## Finale Quinto Posto
| 21 marzo 1998 | Cina | 3 – 2 | Paesi Bassi |  |

## Finale Terzo Posto
| 21 marzo 1998                                                                           | Stati Uniti | 3 – 1         | Svezia |  |
| \| \| \| \| \| Foudy 39’ Chastain 85’ (rig.) Lilly 87’ \| Marcatori \| 29’ Ljungberg \| |             |               |        |  |
|                                                                                         |             |               |        |  |
| Foudy 39’ Chastain 85’ (rig.) Lilly 87’                                                 | Marcatori   | 29’ Ljungberg |        |  |

## Finale
| 21 marzo 1998                                                                             | Norvegia  | 4 – 1       | Danimarca |  |
| \| \| \| \| \| Haugenes 44’ Lehn 64’ Ørmen 82’ Medalen 84’ \| Marcatori \| ?’ (rig.) ? \| |           |             |           |  |
|                                                                                           |           |             |           |  |
| Haugenes 44’ Lehn 64’ Ørmen 82’ Medalen 84’                                               | Marcatori | ?’ (rig.) ? |           |  |

## Classifica finale
| Posizione | Squadra     |
| --------- | ----------- |
| 1         | Norvegia    |
| 2         | Danimarca   |
| 3         | Stati Uniti |
| 4         | Svezia      |
| 5         | Cina        |
| 6         | Paesi Bassi |
| 7         | Portogallo  |
| 8         | Finlandia   |